# Erigone brevipes
Erigone brevipes là một loài nhện trong họ Linyphiidae.
Loài này thuộc chi Erigone. Erigone brevipes được Tu & Li miêu tả năm 2004.